# Tandy TRS-80 MC-10

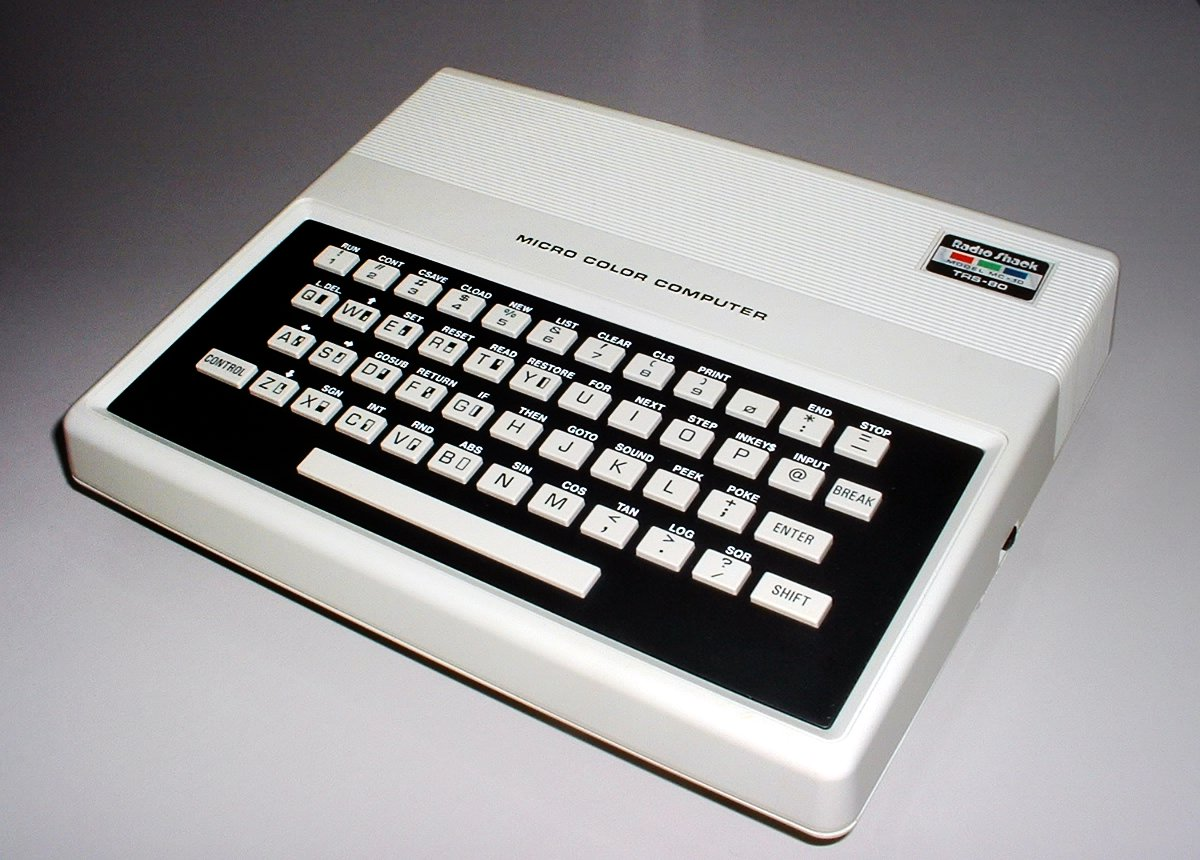
Der TRS-80 MC-10

Der TRS-80 MC-10 ist ein weniger bekanntes Model der TRS-80 Heimcomputer-Reihe, die von der Tandy Corporation in den frühen 1980er-Jahren produziert und durch ihre RadioShack-Ladenkette verkauft wurde. Das Gerät war offensichtlich als kostengünstige Alternative zum Tandy TRS-80 Color Computer entwickelt worden und sollte mit Heimcomputern wie dem VC20 oder dem Sinclair ZX81 konkurrieren. Das Gerät wurde im Jahre 1984 auf den Markt gebracht.
Als CPU für den Rechner diente ein Motorola 6803 mit 4 KB RAM und 8 KB ROM. Per Aufrüst-Kit konnte der Arbeitsspeicher des MC-10 um 16 KB auf insgesamt 20 KB erweitert werden. Als Grafikchip diente ein MC 6847, der eine Grafikauflösung von 64 × 32 Bildpunkten und die Darstellung von acht Farben erlaubte.
Als Bedienoberfläche und Programmiersprache dient ein BASIC, welches Microcolor Basic genannt wird und auf Microsoft BASIC basiert.
Wegen seines eingeschränkten Funktionsumfangs war der MC-10 überwiegend für Einsteiger von Nutzen. Der Computer war kein kommerzieller Erfolg und die Produktion wurde schon nach einem Jahr wieder eingestellt. Er wurde bei seiner Einführung zu einem Preis von 348 DM angeboten.
Ein Klon des MC-10, der Matra Alice, wurde in Frankreich in einer Kooperation zwischen den Unternehmen Tandy, Matra und Hachette Livre vermarktet.

## Galerie

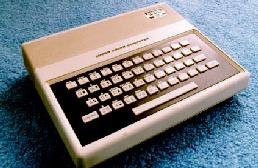
TRS-80 Model MC-10
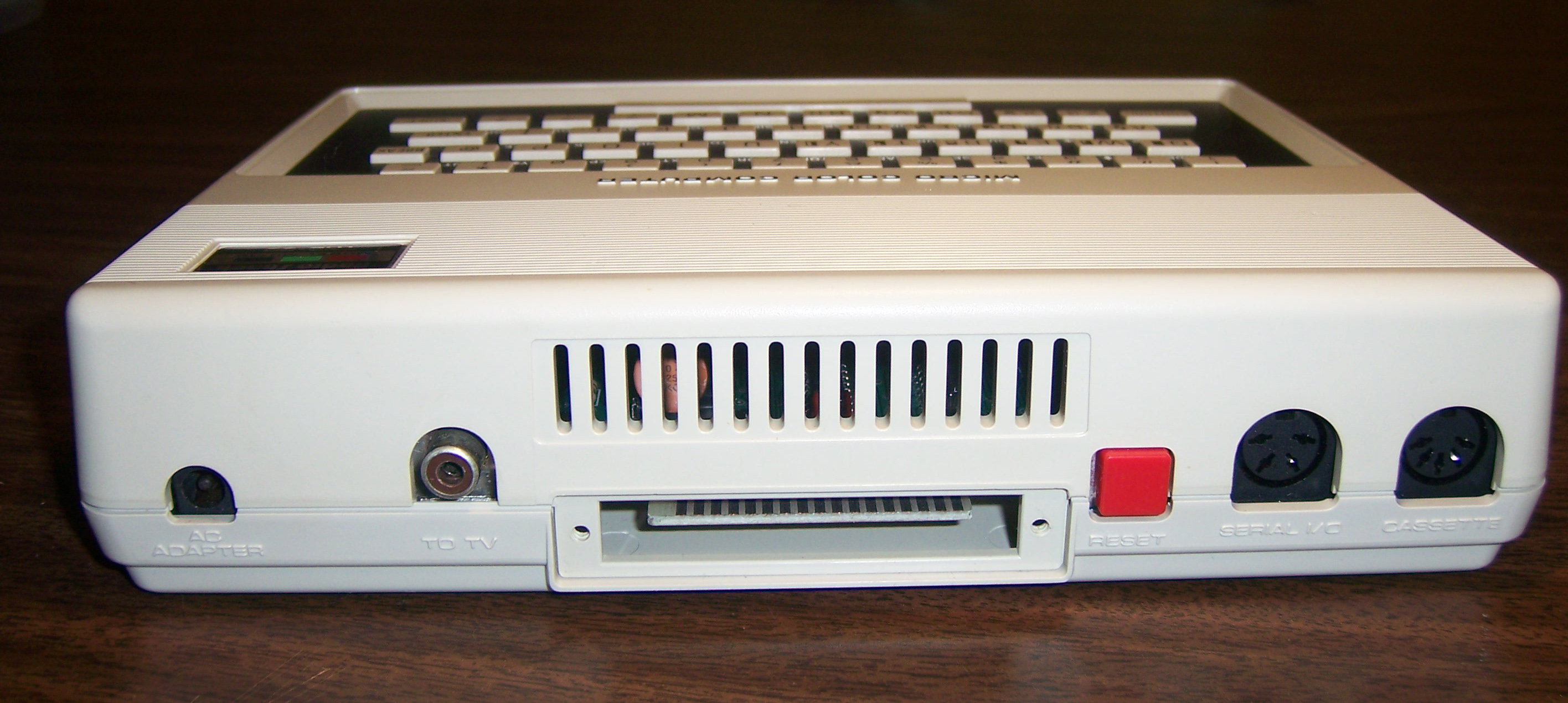
TRS-80 Model MC-10 Ports
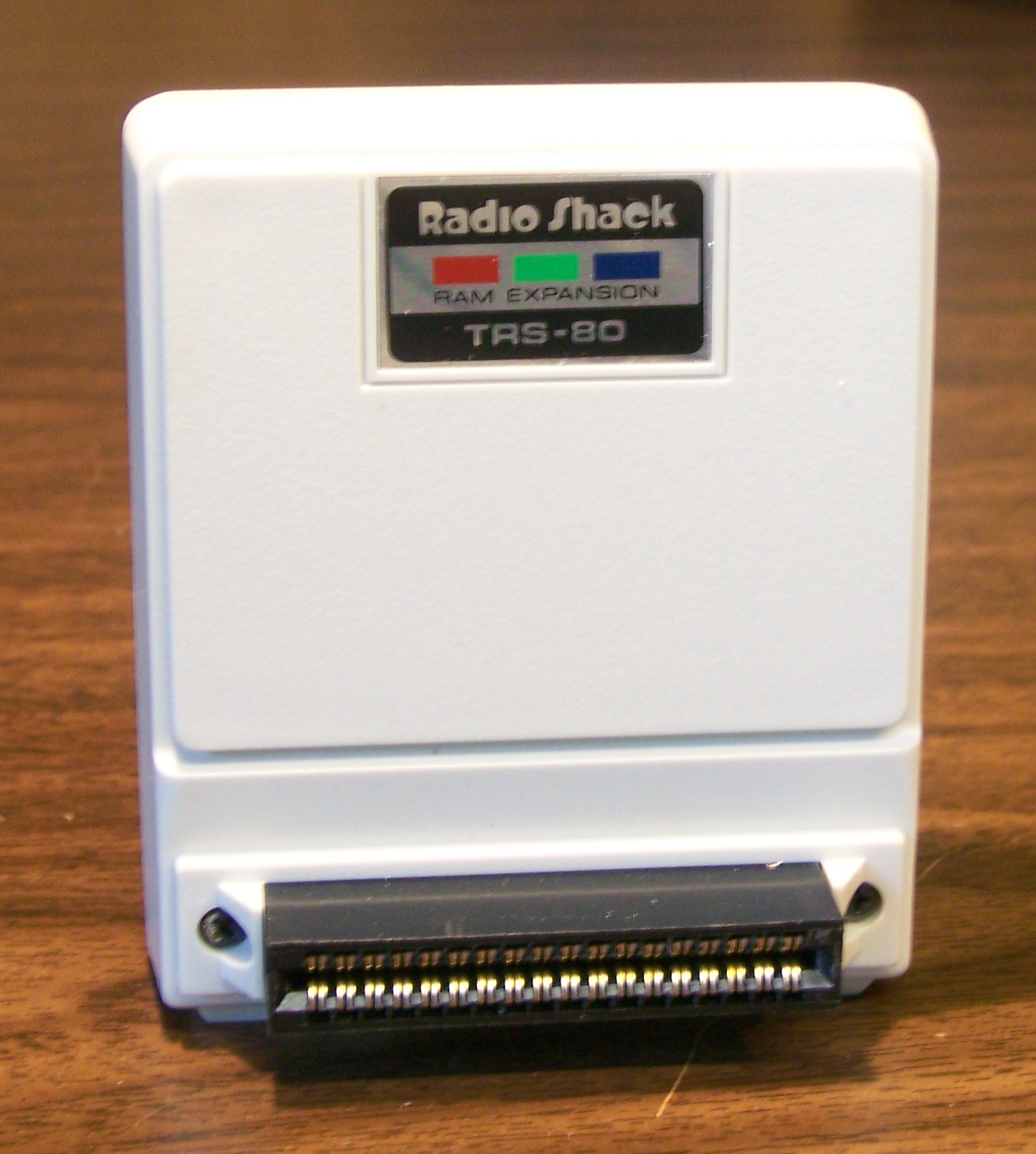
TRS-80 Model MC-10 16K RAM Expansion

## Software
Eine begrenzte Zahl an Softwaretiteln wurde auf Compact Cassetten für den MC-10 vertrieben, z. B. Lunar Lander, Checkers und ein Flipper.

## Peripherie
Aufgrund der kurzen Produktionsdauer und der eher mäßigen Akzeptanz durch den Kunden wurden nicht sehr viele Peripheriegeräte hergestellt, die speziell für den MC-10 gedacht waren. Zu den wenigen jedoch gehören:
- TP-10 Thermo-Drucker[2]

## Emulatoren
Wie heutzutage üblich, gibt es auch vom MC-10 einige Emulatoren, die es ermöglichen, den Rechner auf moderner Hardware auszuprobieren. Einer dieser Emulatoren ist DCAlice, ein Emulator, der neben dem MC-10 auch die Rechner Matra Alice 4K, 32 und 90 emuliert und nach wie vor weiterentwickelt wird. Daneben ist auch der MC-10-Emulator zu erwähnen.